# Annalisa Mandolini
Annalisa Mandolini (Viterbo, 29 luglio 1974) è una conduttrice televisiva italiana.
Eletta Miss Lazio nel 1994 e concorrente a Miss Italia 1994, dopo aver debuttato in televisione con il programma Non è la RAI e il suo spin-off Bulli & pupe, ha raggiunto la notorietà a cavallo tra gli anni novanta e gli anni duemila conducendo su Raiuno alcuni programmi televisivi tra cui La Banda dello Zecchino e lo Zecchino d'Oro 1999. Dal 2017 conduce su La5 il game show Guerrilla Gardeners, ambientato nel mondo degli appassionati di pollice verde.

## Biografia
Dopo aver esordito nel 1992 nel programma estivo di prima serata di Canale 5 Bulli & pupe, nel settembre dello stesso anno entrerà a far parte del cast di Non è la RAI, celebre programma di Italia 1 condotto da Paolo Bonolis.
Nel 1994 è a Salsomaggiore per l'evento annuale di Miss Italia, già eletta Miss Lazio e eletta anche, in quell'occasione, Miss Tele Volto Italia. Due anni dopo, dopo aver preso il diploma di ragioneria e condotto insieme a Michele Mirabella su Raitre Tivvù cumprà, conduce il programma giornaliero La RAI che vedrai, dove presenta le anteprime dei programmi RAI che sarebbero andati in onda nelle settimane e nei mesi successivi. Contemporaneamente è protagonista di numerose televendite per i programmi Mediaset e co-conduce, nel 1997, il programma sportivo Progetto Gol e Stadio a studio sull'emittente romana Teleregione.
Il grande successo arriva nel 1999, quando viene scelta per condurre al fianco di Ettore Bassi il programma per bambini La Banda dello Zecchino, in onda il sabato e la domenica mattina su Rai 1, e conduce anche l'edizione 1999 della celebre gara canora per bambini Zecchino d'Oro.
Nel 2000 condurrà anche l'edizione estiva del programma, a cui seguirà, per la stagione 2000/2001, un nuovo ciclo del programma nella sua versione invernale; nello stesso anno conduce la striscia di cartoni animati di Rai 3 Cartoons on the Bay.
Nel 2001 è scelta per condurre il Concerto dell'Epifania, sempre su Rai 1, andato in onda il 5 gennaio successivo, e nell'estate conduce il programma Miss Italia Top.
In seguito negli anni 2000 è tornata a registrare numerose televendite per i programmi Mediaset.
Nel 2004 ha recitato nel terzo episodio della serie televisiva Carabinieri 3, intitolato "Un bravo ragazzo", nel ruolo di Alessia Manca. L'anno successivo ha partecipato al programma Non è la RAI - Speciale, andato in onda su Happy Channel, e condotto la serata "Palio di Roma" insieme ad Antonio Giuliani.
Dal 2016 è una delle presentatrici del canale di televendite HSE24 (Italia).
Da maggio del 2017 ha condotto la prima edizione del programma Guerrilla Gardeners su La 5, confermata per una seconda stagione a partire dal giugno 2018.

## Televisione
- Bulli & pupe (Canale 5, 1992)
- Non è la Rai (Canale 5, 1992-1993; Italia 1, 1993)
- Capodanno con Canale 5 (Canale 5, 1992-1993)
- Rock 'n' Roll (Italia 1, 1993)
- Tivvù cumprà (Rai 3, 1995)
- La RAI che vedRai (Rai 2, 1996)
- Automovie (1996/1997)[1]
- Progetto Gol (Teleregione, 1996-1997)
- Stadio a studio (Teleregione, 1996-1997)
- Zecchino d'Oro (Rai 1, 1999)
- La Banda dello Zecchino (Rai 1, 1999-2001)
- Miss Italia Top (Rai 1, 2001)
- Ma che domenica! (Rai 1, 2001-2002)
- Ma che domenica? E' Sabato! (Rai 1, 2001-2002)
- Concerto dell'Epifania (Rai 1, 2001-2002)
- Caccia al Beato tra le donne (Rai 1, 2003)
- Carabinieri 3 (Canale 5, 2004) come guest star nel ruolo di Alessia Manca
- Non è la Rai - Speciale (Happy Channel, 2005)
- Guerrilla Gardeners (La 5, 2017-2018)
- Ricette all'italiana (Rete 4, 2019-2021)